# Liquavista
Liquavista — це голландська компанія, заснована в 2006 році в результаті відокремлення від Philips. Вона виробляла кольорові відео-екрани з електронного паперу, які можуть працювати з чи без підсвічування, використовуючи технологію електрозмочування. Компанія об'єднала зусилля з Texas Instruments, щоб об'єднати екрани Liquavista з процесорами OMAP від TI в портативний медіа-плеєр або пристрій для читання електронних книг. У 2010 році Liqavista розпочала кінцевий крок в повній комерціалізації технологій, розіславши SDK для OEM-виробників. Компанія також співпрацює з Plastic Logic над створенням тонких гнучких газет.
У грудні 2010 року компанія Samsung Electronics Co. Ltd придбала Liquavista B.V. за нерозкриту суму. 13 травня 2013 року Amazon підтвердила, що придбала Liquavista у Samsung Electronics. У 2018 році Amazon закрила Liquavista, але не вказала, що сталося з технологією. Пізніше, у вересні 2020 року, LookGadgets придбав домен liquavista.com.